# Аспиндза

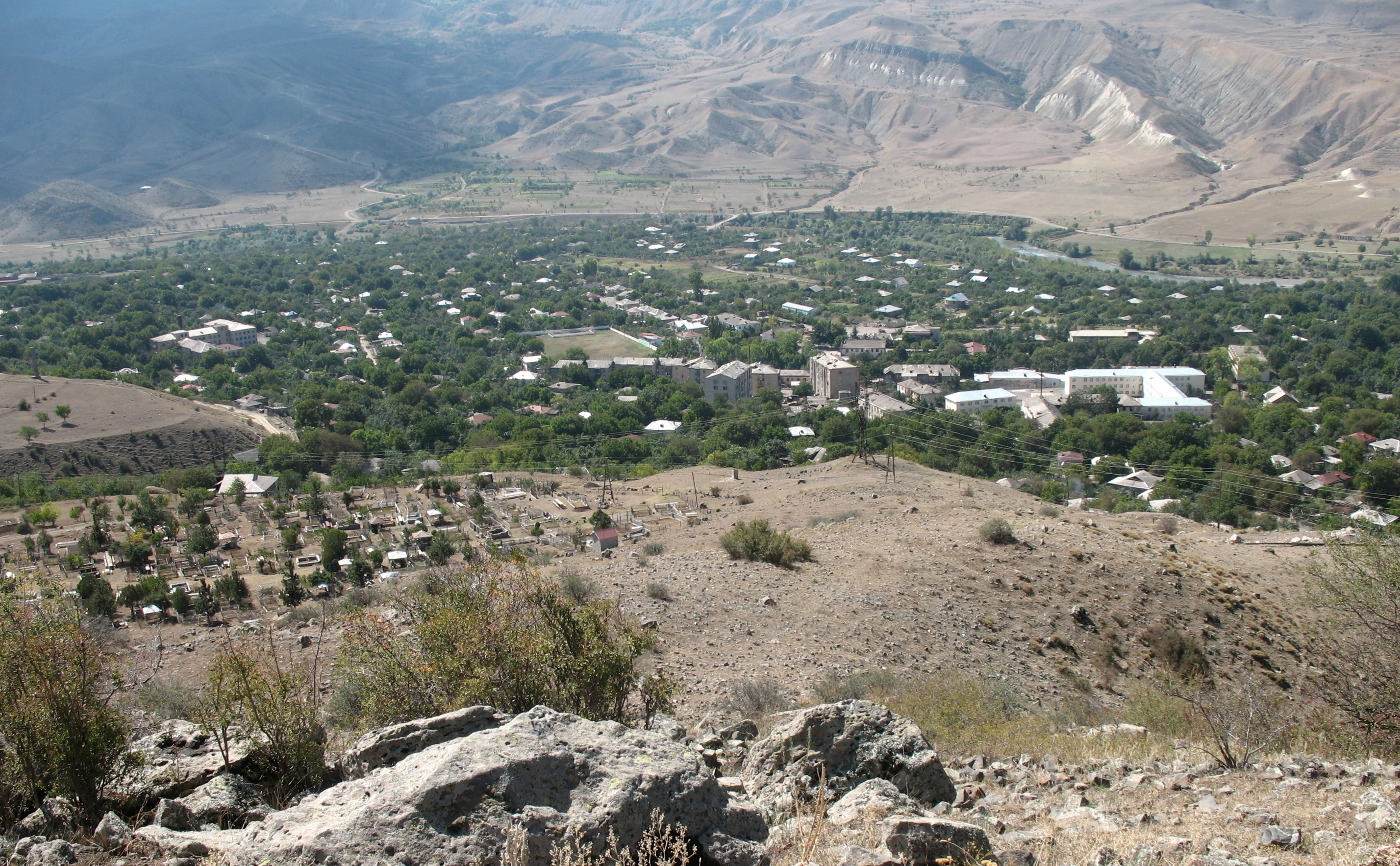

Аспи́ндза (груз. ასპინძა) — посёлок городского типа на юге Грузии в регионе Самцхе-Джавахетия. Административный центр Аспиндзского муниципалитета.

## Общие сведения
Посёлок стоит на реке Кура в 34 километрах к юго-востоку от железнодорожной станции Ахалцихе.

## Население
По переписи 2014 года численность населения посёлка составляет 2793 человек.

## История
В 1770 году при Аспиндзе произошло сражение между объединёнными отрядами турок и аварцев под руководством Малачила Унцукульского и грузинским войском Ираклия II. 16 сентября 1961 года село Аспиндза получило статус посёлка городского типа.